# Gimnasio Cendyr Sur
El Gimnasio Cendyr Sur, (abreviación de Centro deportivo y recreativo del sur) conocido simplemente como Cendyr Sur es un recinto deportivo de básquetbol, ubicado en la ciudad de Talca, Chile. Fue inaugurado en 1996, siendo propiedad de la Municipalidad de Talca. 
El equipo que hace de local en el gimnasio es el Español de Talca, club que ha ganado 3 veces la Liga Nacional, siendo una de ellas en el Cendyr Sur, durante la edición 2012-13.
El gimnasio tiene capacidad para 3200 personas.

## Vueltas Olímpicas
| Torneo                      | Temporada | Organizador | Campeón          | Rival          | Resultado       |
| --------------------------- | --------- | ----------- | ---------------- | -------------- | --------------- |
| Liga Nacional de Básquetbol | 2012-13   | Feba Chile  | Español de Talca | Boston College | 102 (88-88) 95* |

* Tiempo extra